# Cap de l'Estat Major (Luxemburg)
Cap de l'Estat Major (francès: Chef d'Etat-Major) és un càrrec militar de Luxemburg, a més de ser el cap de l'exèrcit luxemburguès. L'Estat Major de Luxemburg és el cos dirigent professional de les forces armades, a més d'estar a càrrec de les operacions diàries. Actualment, el Cap de l'Estat Major és Romain Mancinelli.
Formalment, està subordinat al Gran Duc, que segons la Constitució és el Comandant en cap, tot i que respon davant del ministre de Defensa, membre del govern civil.

## Caps de l'Estat Major
| Cap de l'Estat Major                                             | Rang    | Inici                 | Final                  |
| ---------------------------------------------------------------- | ------- | --------------------- | ---------------------- |
| Michel Mayer                                                     | Coronel | 15 de juliol de 1967  | 9 d'octubre de 1972    |
| Pierre Dauffenbach                                               | Coronel | 9 d'octubre de 1972   | 4 de febrer de 1976    |
| Jean Betz                                                        | Coronel | 4 de febrer de 1976   | 9 de març de 1980      |
| François Welfring                                                | Coronel | 9 de març de 1980     | 13 de maig de 1984     |
| Nicolas Ley                                                      | Coronel | 13 de maig de 1984    | 21 de febrer de 1988   |
| Armand Bruck                                                     | Coronel | 21 de febrer de 1988  | 4 de novembre de 1994  |
| Michel Gretsch                                                   | Coronel | 4 de novembre de 1994 | 2 de juliol de 1998    |
| Guy Lenz                                                         | Coronel | 2 de juliol de 1998   | 28 de gener de 2002    |
| Nico Ries                                                        | Coronel | 28 de gener de 2002   | 15 de gener de 2008    |
| Gaston Reinig                                                    | General | 15 de gener de 2008   | 1 de febrer de 2013    |
| Mario Daubenfeld                                                 | General | 1 de febrer de 2013   | 30 de novembre de 2014 |
| Romain Mancinelli                                                | General | 1 de desembre de 2014 | Al càrrec              |
| Font: Exèrcit de Luxemburg Arxivat 2014-11-19 a Wayback Machine. |         |                       |                        |